# Phyllognathopus coeca
Phyllognathopus coeca är en kräftdjursart som beskrevs av Bozic 1965. Phyllognathopus coeca ingår i släktet Phyllognathopus och familjen Phyllognathopodidae. Inga underarter finns listade i Catalogue of Life.